# Ковалевський Максим Максимович
Макси́м Макси́мович Ковале́вський (нар. 27 серпня (8 вересня) 1851, садиба поблизу села Вільшани, Харківська губернія, Російська імперія — 23 березня (5 квітня) 1916, Петроград, Російська імперія) — український правник, соціолог, історик, громадський і політичний діяч. Родом з Харківщини, закінчив Харківський університет, академік Петербурзької АН (з 1914 року) та інших численних товариств і академій, професор Московського та Петербурзького університетів, університетів у Стокгольмі, Оксфорді та ін.

## Життєпис
Народився 27 серпня (8 вересня) 1851 року в розташованій поблизу Ольшанки садибі (Харківська губернія). Походить з козацько-шляхетського роду Слобожанщини Ковалевських, започаткованого у XVII столітті козацьким сотником Семеном Ковалевським, що перейшов із с. Вільшани на Київщині й заснував село під тою ж назвою поблизу Харкова. Син його, Василь (пом. 1682), був полковим обозним Харківського слобідського козацького полку.
Закінчив Третю Харківську гімназію із відзнакою (1868), юридичний факультет Харківського університету з ступенем кандидата права (1871). Залишився працювати на кафедрі державного права західноєвропейських країн після представлення роботи «Про конституційні досвіди Австрії та чеської національної опозиції». Кандидат наук (тема дисертації: «История полицейской администрации и полицейского суда в англ. графствах с древнейших времен до смерти Эдуарда III», 1877), доктор юридичних наук (тема дисертації: «Общественный строй Англии в конце средних веков», 1880). Доцент (1877), професор кафедри державного права Московського (1878—1887) та Петербурзького (1905—1916) університетів.
У 1872—1876 роках продовжив освіту за кордоном, спочатку в Берліні, потім у Парижі, де слухав лекції у Французькому колежі, Вищій вільній школі політичних наук та Школі хартій та Лондоні, де займався у Британському музеї.
Був знайомий із Марксом, про що залишив спогади. Відомо, що той відносив Ковалевського до своїх «наукових друзів». Сам Ковалевський писав: «Дуже ймовірно, що без знайомства з Марксом я не зайнявся б ні історією землеволодіння, ні економічним зростанням Європи, а зосередив би свою увагу переважно на ході розвитку політичних установ, тим більше, що такі теми прямо відповідали викладаному мною предмету»
Після захисту магістерської дисертації, з вересня 1877 по 1887 викладав у Московському університеті, читав курс з історії зарубіжних державних установ; з 1878 — професор юридичного факультету. У 1880 році захистив докторську дисертацію на тему «Громадський лад Англії наприкінці середньовіччя». У квітні 1879 брав участь у роботі Першого земського з'їзду в Москві.
У 1879—1880 роках видавав разом із В. Ф. Міллером журнал «Критичний огляд», співпрацював у журналі «Юридичний вісник», газетах «Порядок» та «Земство». Здійснив три етнографічні експедиції на Кавказ: у 1883 році — з В. Ф. Міллером, у 1885 році — з І. І. Іванюковим, у 1887 році — з Ю. С. Гамбаровим. Зібрані матеріали лягли основою його наукових напрацювань у сфері родових відносин. У 1887 був нагороджений Великою золотою медаллю відділень етнографії та статистики Російського географічного товариства.
У 1887 році за наказом міністра народної освіти І. Д. Делянова звільнений з університету і з цього часу жив переважно за кордоном, в основному, в Лондоні, Парижі, на своїй віллі Батава в Больє-сюр-мер біля Ніцци. Виступав з лекціями в Стокгольмі, Оксфорді, Брюсселі, Чикаго та інших містах на запрошення від університетів та приватних фондів.
У 1901 році разом з Е. В. де Роберті та Ю. С. Гамбаровим заснував у Парижі «Російську вищу школу суспільних наук», де проходили навчання російські політики опозиційного спрямування. Лекції у ній читали вчені і політичні діячі найрізноманітнішої орієнтації (С. А. Муромцев, П. Б. Струве, Р. У. Плеханов, В. І. Ленін, Р.Тард).

### Роман ізСофією Ковалевською

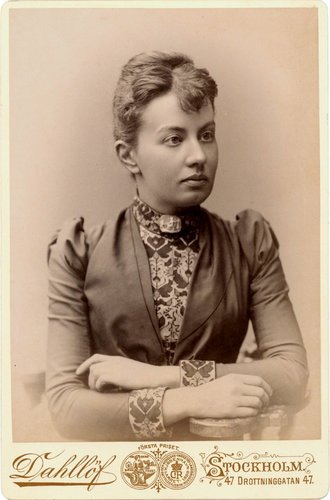
Софія Ковалевська

Однофамільці Софія Ковалевська та Максим Ковалевський зустрілися наприкінці її життєвого шляху. В 1888 Ковалевський був запрошений Фондом Лорана (Швеція) для читання лекцій для студентів. Його першу лекцію відвідала Софія Ковалевська (яка овдовіла у квітні 1883 року після самогубства чоловіка), згодом прослухала й інші його лекції. Вони закохалися одне в одного з першого погляду. У грудні 1888 року Ковалевський був присутній на урочистому засіданні Паризької Академії наук, де Софії Ковалевській вручали Премію Бордена та математика П'єра Лорана «за подальше вирішення завдання про обертання в якомусь суттєвому пункті». Незважаючи на щирі почуття, Ковалевська не побажала одразу оформляти їхні стосунки. В 1890 після спільної поїздки по Рів'єри Максим і Софія розлучилися на деякий час, призначивши весілля на літо 1891 року. Новий рік Ковалевські зустрічали в Генуї, а 10 лютого 1891 Софія Ковалевська померла від важкого запалення легень.

### Масонство

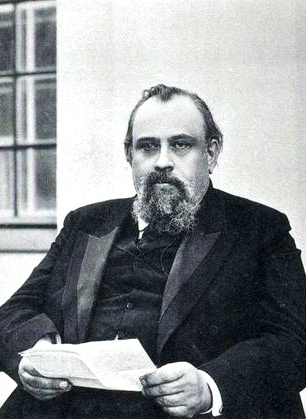
Максим Ковалевський

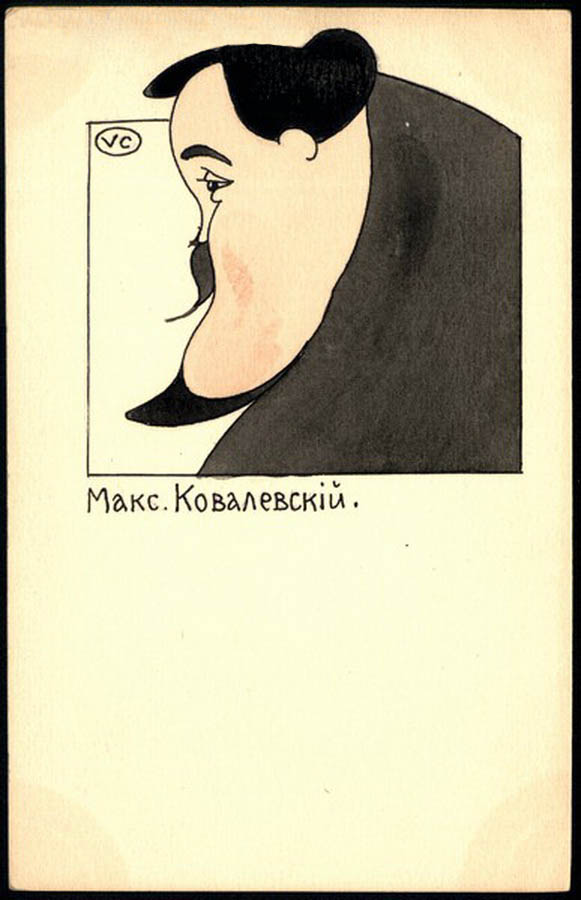
Валерій Каррік — «Ковалевський (член Державної думи)»

Масон. Присвячений ступенем учня, підмайстра і майстра в один день — 14 березня 1888 в паризькій ложі «Космос». З 1906 — член-засновник ложі «Відродження» Великого сходу Франції в Москві, був її шанованим майстром і першим стражем. Одночасно став засновником і найшанованішим майстром петербурзьких лож «Полярна зірка» Великого сходу Франції та «Фенікс» Великої ложі Франції. З листопада 1908 — перший страж Ради 18 (розенкрейцерського капітула 18 градуси ДПШУ).

### Подальша доля

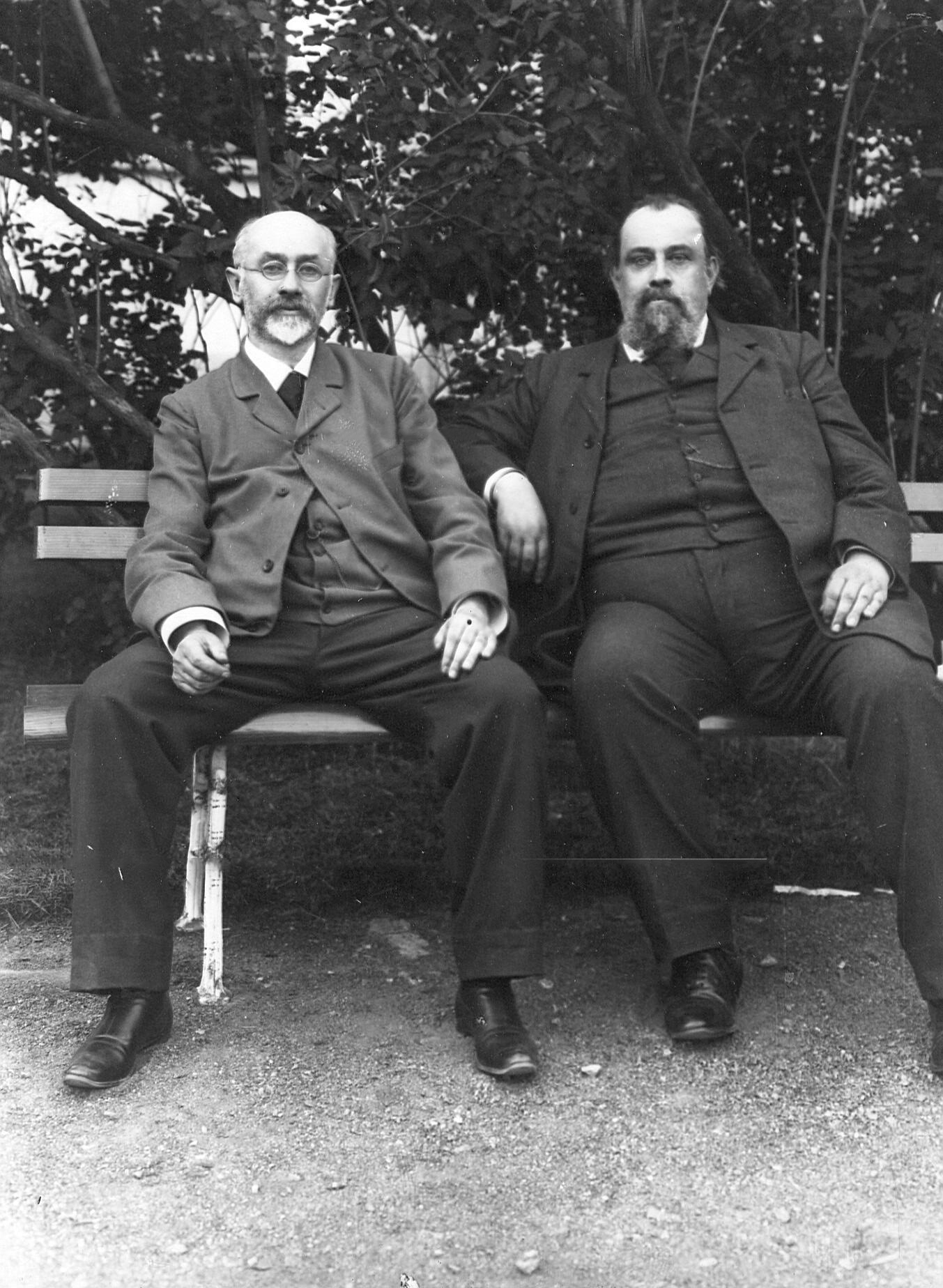
М. Ковалевський та Герценштейн

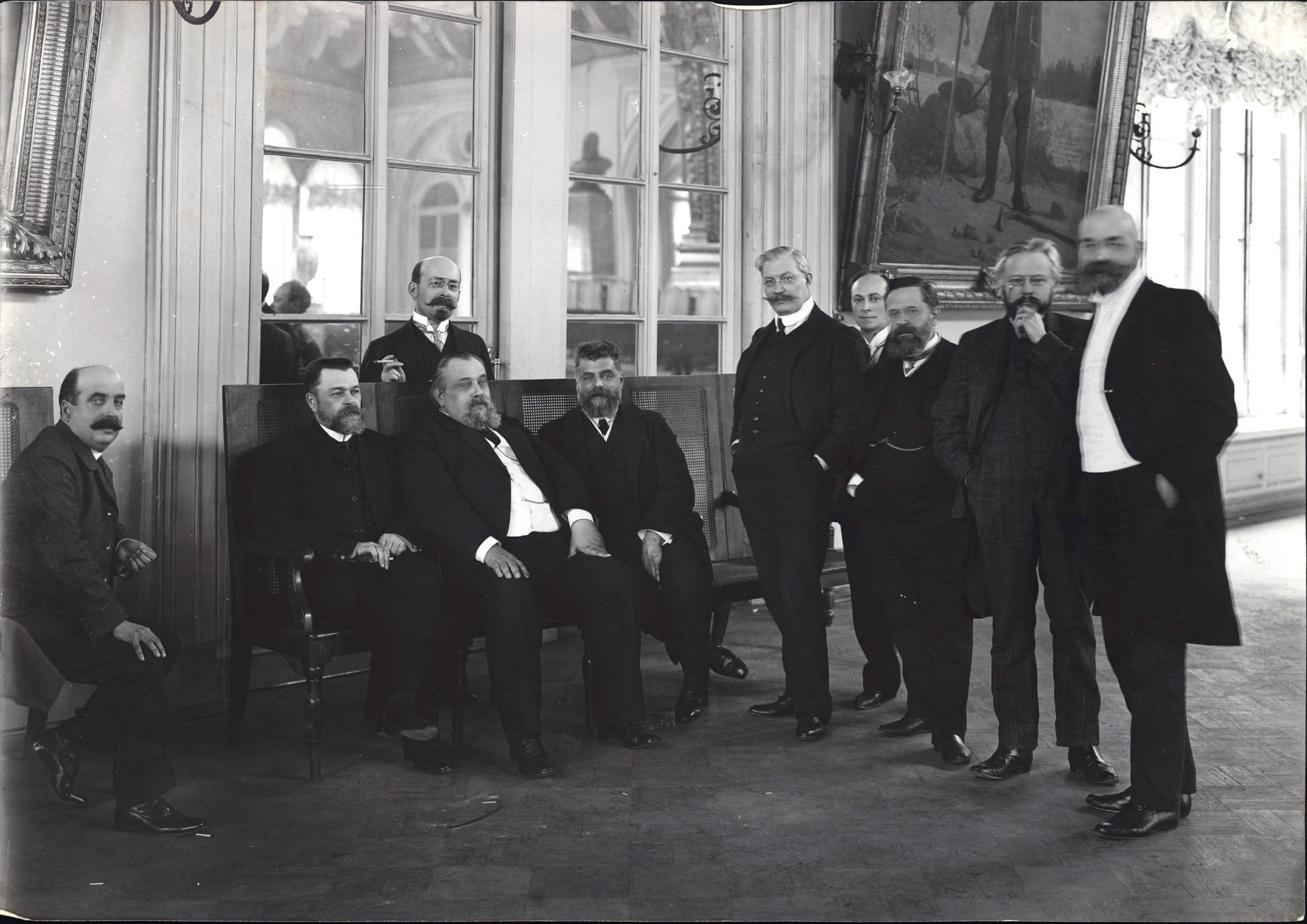
Депутати Державної думи. М. Ковалевський сидить у центрі

У серпні 1905 року під час революції Ковалевський повернувся до Росії активно включився у політичне життя. У вересні 1905 року брав участь у з'їзді земських та міських діячів у Москві. Став одним із засновників Партії демократичних реформ, до якої також входили В. Д. Кузьмін-Караваєв та С. Д. Урусов. Активно писав у різних газетах.
У 1906 році на з'їзді землевласників Харківського повіту був обраний депутатом першої Державної думи від Харківської губернії. Був головою комісії зі складання наказу, входив у чотири інші комісії, виступав у Думі 62 рази з більшості питань, що обговорювалися. У липні 1906 року очолював думську делегацію на 14-й міжнародній міжпарламентській конференції у Лондоні. Після розпуску думи першого скликання відмовився підписати Виборзьке звернення.
У 1907 році обраний членом Державної ради від академічних організацій та університетів. У 1907 році — член Державної Ради від академічних організацій і університетів. У 1879—1880 роках видавав журнал «Критическое обозрение», «Вестник Европы», газету «Страна», співпрацював із журналом «Юридический вестник», газетами «Порядок», «Земство». Очолював редакційну газету енциклопедичного видання «Украинский народ в прошлом и настоящем»..
Професор Петербурзького університету (1905-1916), викладав також у Петербурзькому політехнічному інституті та на Вищих жіночих курсах. Брав участь у організації Психоневрологічного інституту. З 1910 Психоневрологічний інститут став Приватним Петроградським університетом. У рамках цього інституту Ковалевський разом із соціологом Е. де Роберті створив першу в Росії кафедру соціології, подолавши опір міністра народної освіти, на думку якого кафедра соціології могла скомпрометувати навчальний заклад. З 1910 Ковалевський — декан юридичного факультету приватного Петроградського університету.
З 1908 Ковалевський — президент Педагогічної академії Санкт-Петербурга, а з 1914 — голова Петербурзького юридичного товариства.
Ректор (1910–12) вищих курсів П. Ф. Лесгафта (тепер Національний державний університет фізичної культури, спорту та здоров'я імені П. Ф. Лесгафта, Санкт-Петребург)
Голова Петроградського юридичного та Вільного економічного суспільств, голова Петроградського відділення суспільства «Мир», кореспондент французького інституту по відділенню моральних і політичних наук, голова Міжнародного інституту соціології (1907), член-кореспондент Британської асоціації наук, голова Професорського Дисциплінарного Суду (1907—1914). Брав участь в Міжнародному Історичному Конгресі в Лондоні (1913) і другому з'їзді адміністративних наук в Мадриді (1915). Засновник партії демократичних реформ. Був активним учасником масонських рухів (1888—1915, Париж).
Ковалевський брав активну участь в антивоєнному русі, був головою Санкт-Петербурзького відділення Товариства миру та очолював Антивоєнний комітитет.
У «Новому енциклопедичному словнику» Брокгауза та Єфрона він вів у співавторстві відділ політичних та юридичних наук, крім того, брав участь у створенні «Енциклопедичного словника братів Гранат».
З ім'ям Ковалевського пов'язане також формування секції соціології при Історичному суспільстві у Санкт-Петербурзькому університеті у 1912 році.
1912 року члени Російської міжпарламентської групи номінували кандидатуру Ковалевського на здобуття Нобелівської премії миру. Праці Ковалевського були відомі у Європі.

### Смерть
Початок Першої світової війни застав Ковалевського в Карлсбаді на лікуванні. Як російський підданий він був інтернований до весни 1915 року, потім повернувся до Росії.
Помер у Петрограді 23 березня (5 квітня) 1916 року. Похований на Микільському цвинтарі Олександро-Невської лаври; у похороні брало участь до 100 тисяч осіб.

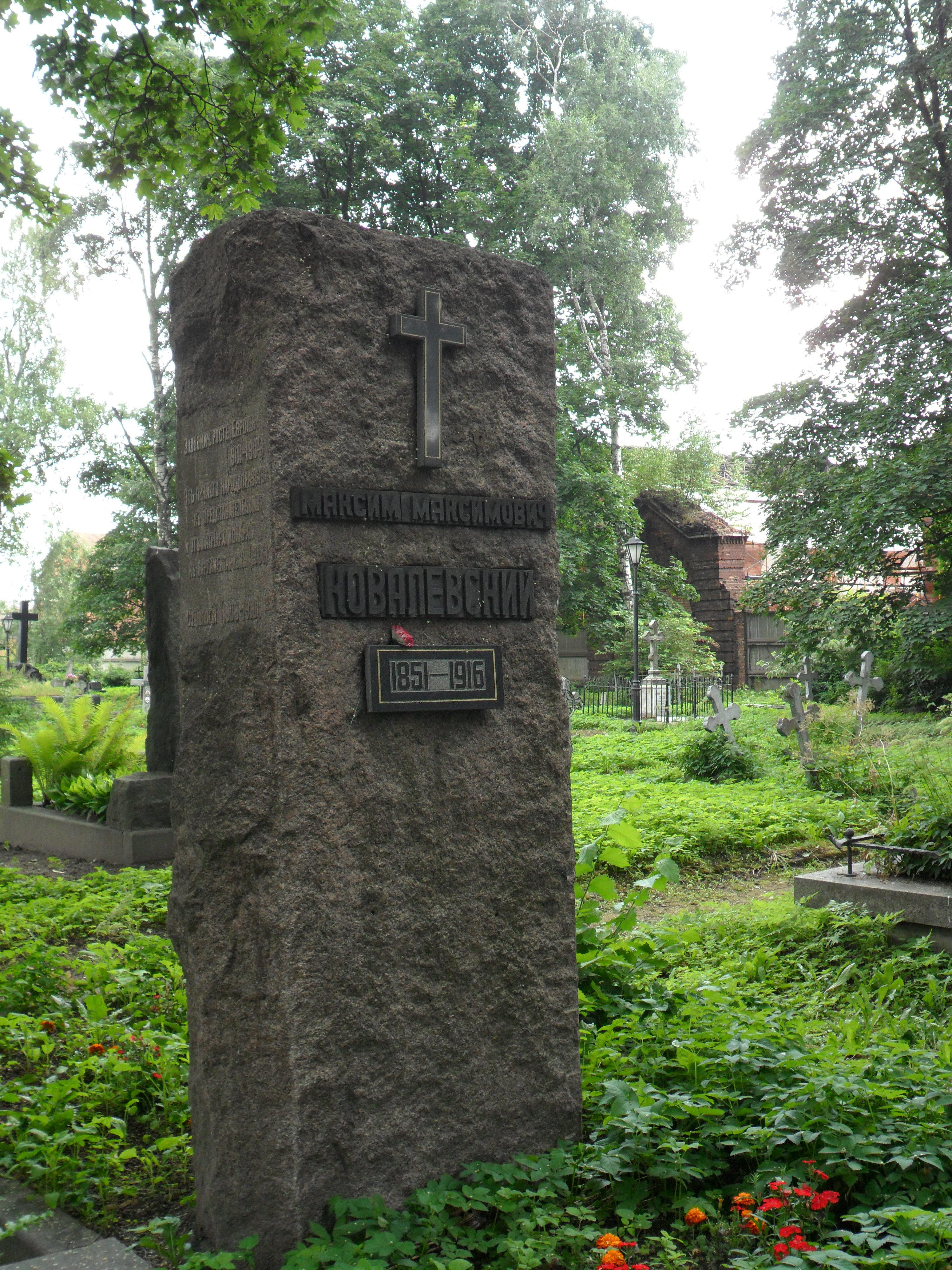
Могила М.Ковалевського

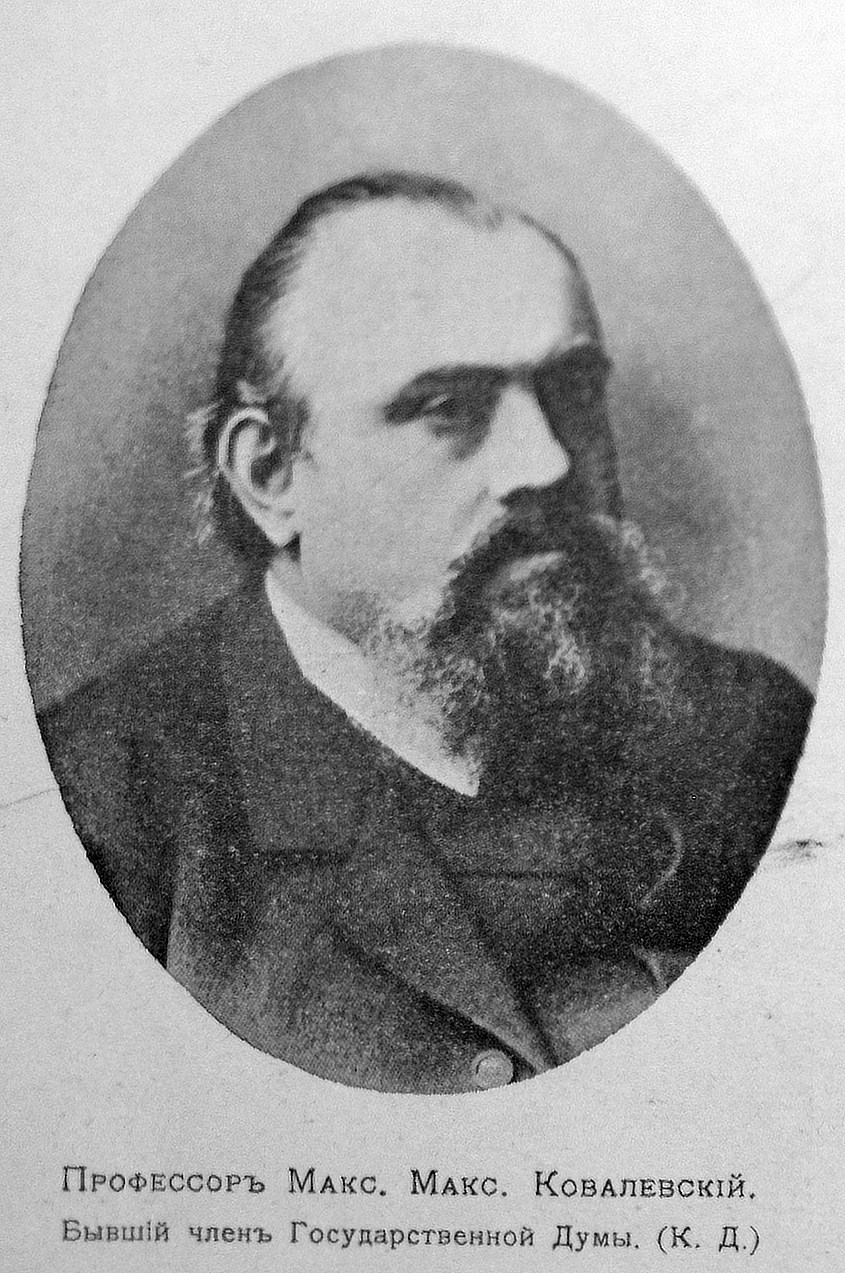
Портрет М.Ковалевського

### Адреси уПетербурзі
- 1906–1907 — вулиця Жуковського, 5;
- 1907–1916 — вулиця Мохова, 32.

## Вшанування пам'яті
- На честь Максима Ковалевського відкрито пам'ятну дошку на будинку, де він мешкав (1908—1916) у Санкт-Петербурзі.

### Особиста бібліотека
1916 року до Московського університету за заповітом Максима Максимовича надійшла його особиста бібліотека, що складається з 7190 томів книг з історії, економіки, права, творів світової літератури. У колекції представлено велику кількість цінних автографів. На даний момент бібліотека Ковалевського зберігається у Відділі рідкісних книг та рукописів Наукової бібліотеки МДУ імені М. В. Ломоносова.
Наприклад, з ним листувався Карл Маркс.

## Політичні погляди і науковий внесок
Виступав за перебудову Росії на принципах автономії неросійських народів. Полемізував з Карлом Марксом.
Протестував проти переслідування царатом української мови.
Зробив великий етнографічний внесок своїми експедиціями на Кавказ.
Один із засновників «Партії прогресистів», у 1912—1914 роках — член її ЦК.
Був прихильником класичного позитивізму. У своїй теорії суспільного прогресу дотримувався принципу історичного детермінізму. Найвідомішим послідовником М. Ковалевського є Пітирим Сорокін. 
До революції 1905 року якийсь час жив у еміграції через переслідування в Росії за демократичні погляди. Працював за кордоном (1887—1905): разом із Е. В. де Роберті та Ю. С. Гамбаровим заснував у Парижі Російську вищу школу суспільних наук (1901)де історію викладав Михайло Грушевський, виступав із лекціями у Стокгольмі, Оксфорді, Брюсселі, Чикаго. З його ім'ям пов'язане зародження соціології в Російській імперії.
Його відомими учнями стали:
- Саккетті, Олександр Ліверійович
- Сорокін, Питирим Олександрович
- Кондратьєв, Микола Дмитрович
- Тахтарьов, Костянтин Михайлович
- Тимашев, Микола Сергійович

### Соціологічна концепція права і держави
Історичною закономірністю є необхідність просування кожного суспільства від нижчої до вищої стадії. Однак цьому прогресу суперечить «протиставлення бідності і багатства, різниця між бідними та незаможними». Для подолання цієї суперечності Ковалевський вважав за необхідне втручання держави в розпорядження власністю на користь хліборобів та робітників, юридичне закріплення права на працю, вільну діяльність профспілок, їх боротьбу за соціальні права.
При повільності суспільних змін прогрес надійніший, ніж за їх швидкості. Еволюцію треба ставити на перевагу революції; прогрес бажаний лише за умови збереження порядку. Ковалевський називав «великим завданням» еволюційної філософії «полегшити перехід на краще строю».
Поряд з викладацькою діяльністю М. М. Ковалевський багато працював як етнограф та соціолог, вивчаючи общинне землеволодіння, родово-релігійний устрій, історію держави та права. В 1880 вийшла його програмна методологічна робота «Історико-порівняльний метод в юриспруденції».
Під час перебування за кордоном Ковалевський продовжив активну наукову діяльність, яка принесла йому світову популярність. Найбільш значні роботи цього періоду — чотиритомне дослідження «Походження сучасної демократії» (СПб., 1895—1897), а також спочатку тритомна, а пізніше доведена до семи томів робота «Економічне зростання Європи до виникнення капіталістичного господарства» (М., 189). До цього часу належить робота «Етнографія і соціологія», яка розпочала цикл його спеціальних праць з соціології.
У світову науку Ковалевський увійшов як видатний юрист, соціолог та історик. У своїх роботах М. М. Ковалевський приділяв велику увагу пропаганді соціологічних знань. З ініціативи його та Є. де Роберті було видано «Нові ідеї в соціології», вип. 1-4 (СПб., 1913—1914). Багато сил віддавав Ковалевський формуванню традицій наукового спілкування та співробітництва російських соціологів, пошуку шляхів їхнього входження у міжнародне соціологічне співтовариство.
Будучи насамперед державознавцем, М. М. Ковалевський вивчав державно-правові інститути в їхньому історичному розвитку, у контексті історико-порівняльного аналізу, а також спираючись на етнографічні та соціологічні дослідження.
Теоретико-методологічну основу творчої спадщини М. М. Ковалевського складали філософія та методологія позитивізму. Разом з тим помітну роль у формуванні його наукового світогляду зіграв К. Маркс, з яким він познайомився і близько спілкувався в період свого навчання за кордоном і особистість якого він оцінював дуже високо. Саме під впливом Маркса Ковалевський почав згодом серйозно займатися історією економіки. Однак він не став прихильником матеріалістичного розуміння історії (тобто не прийняв тезу про обумовленість соціального життя матеріальними виробничими відносинами), вважаючи такий підхід одностороннім. Він був далекий від марксизму і за своїми ідейно-політичними переконаннями, будучи прихильником конституційної монархії. Він дотримувався позитивістської теорії множинності чинників у суспільному розвиткові, яка згодом трансформувалася у його роботах на теорію функціонального зв'язку суспільних явищ.
Юридико-соціологічна концепція М. М. Ковалевського виходить із положення про те, що право — це продукт розвитку суспільства, обумовлений потребою суспільства в соціальній солідарності. З цих позицій він полемізував із прихильниками концепції природного права.
Зокрема, у своїй роботі «Соціологія» (у розділі «Соціологія і право») він писав:
|  | «Багато хто думає знайти критерій для оцінки чинного законодавства в якомусь метафізичному уявленні про абсолютну справедливість і природжені людині права, які мають славу під назвою прав природних… Але якщо природа навчила чому всіх, хто живе, то аж ніяк не праву, а безправ'ю, яке полягає в тому, щоб жертвувати ближнім на користь свого самозбереження». |

Право ж, вважав Ковалевський, виросло за умов боротьби за виживання з потреби людей об'єднуватися із собі подібними, керуючись інстинктом самозбереження. Спочатку це були об'єднання в рамках стада, орди кочівників, племені та роду. Пізніше,
|  | «Коли під впливом універсалістських релігій та міжнародного торговельного обміну сфера солідарності починає обіймати собою низку народів і держав, уявлені нам поняття про право і справедливість змінюються так радикально, що замість колишнього погляду на чужинця, як на ворога, проти якого все дозволено, поступово розвивається про поставлене під захист власного вогнища і тому недоторканного гостя, про брата-єдиновірця ...; нарешті, і, пізніше, виробляється у свідомості… абстрактне уявлення про людину взагалі та її невід'ємні права». |

Говорячи про обумовленість правничий та держави інтересами громадської солідарності, М. М. Ковалевский вважав, що виникло з необхідності солідарності до держави і незалежно від цього. Держава і право він розглядав не як продукт боротьби класів, а як вираз «замирення» та соціальної солідарності. Будь-яка група, писав Ковалевський, чи то «мурашник, бджолиний вулик, пташина зграя, оленяче стадо чи натовп кочівників, є, перш за все, замиреним середовищем, з якого усунуті елементи боротьби; місце боротьби займає у ній солідарність чи свідомість спільності переслідуваних цілей і взаємозалежності членів групи друг від друга». Подальший розвиток людського суспільства визначається, згідно з Ковалевським, зростанням солідарності: від спілок бродячих орд до сучасної держави. Перспективу цього розвитку він бачив у всесвітньому об'єднанні.
Право, казав він, виникає раніше за державу і незалежно від нього. Держава не створює право, а лише позитивує фактично формується право, тобто визнає його у формі позитивного права.
Значну увагу М. М. Ковалевський приділив питанню походження держави. При цьому він відкидав теорію божественного походження державної влади, так і теорію суспільного договору. У питанні про джерело та природу державної влади позиція М. М. Ковалевського була близька до психологічної школи права, що розглядає право як психічне явище. Основою будь-якого державного гуртожитку, писав Ковалевський, є психологічний мотив — готовність до підпорядкування. Влада виникає внаслідок психічного на маси з боку обдарованої особистості. Джерело виникнення влади треба шукати «у договорі народу, який ніколи не мав місце, з обраним ним вождем…, а в психічному впливі особистостей, здатних до ініціативи, до творчості, на маси, не здатні ні до чого іншого, як до підпорядкування своєї діяльності чужого прикладу та керівництва».
Великий внесок Ковалевського у розвиток методології дослідження соціальних явищ пов'язаний із розвитком ним історико-порівняльного методу. Демонструючи можливості даного методу дослідження на багатому історичному та етнографічному матеріалі, Ковалевський постійно наголошував на необхідності порівняння лише порівнюваних об'єктів:
|  | «Порівняння тільки тоді буде плідним, якщо буде взято законодавство двох чи більше народів, стадія розвитку яких тотожна. Можна тому зіставляти родові порядки кельтів, германців чи слов'ян з римськими і грецькими, хоча з хронології ці народності і відстоять друг від друга цілі століття і навіть тисячоліття… але марно вказаної мети, тобто виділення загальних рис досліджуваних явищ, сопоставлять Русскую з Імперією Карла Великого або Священною Римською Імперією та класові поділи сучасних народностей Європи із середньовічними станами та релігійними кастами давнини». |

Такий метод, заснований на порівнянні емпіричних даних про стан і розвиток різних товариств з метою виявлення рис подібності або відмінності між ними, Ковалевський називав науковим зіставленням.
М. М. Ковалевський серед російських соціологів вважається першим соціологом-професіоналом.
Як соціолог, М. М. Ковалевський зробив великий внесок у розробку концепції генетичної соціології, яка, за його словами, являла собою «ту частину науки про суспільство, його організацію та поступальний хід, яка займається походженням суспільного життя та громадських інститутів, які: сім'я, власність, релігія, держава, моральність право…». М. М. Ковалевський прагнув вивчати історію з позицій соціологічного підходу, розглядаючи соціологію як загальну дисципліну.

### Історичні погляди
Як зазначає Є. О. Космінський, як послідовник соціологічної школи Ковалевський намагався підвести матеріалістичний фундамент під уявлення про історичний розвиток людства і вважав основним фактором цього розвитку зростання щільності населення: він вважав, що саме під впливом зростання населення кріпосне тримання змінюється термінової орендой; розглядаючи пандемію «Чорної Смерті» у Європі він доводив, що зменшення населення веде до відновлення кріпосних повинностей. Головною працею свого життя Ковалевський вважав «Економічне зростання Європи», що вийшло російською мовою в трьох томах (від Римської імперії до XIV ст.) і німецькою — у семи томах (до XVIII ст.).
Входив, поряд з І. В. Лучицьким, М. І. Карєєвим і П. Г. Виноградовим, у знамениту свого часу «Російську школу» («Ecole russe») істориків і соціологів, яку високо цінували К. Маркс і Ф. Енгельс. Останній зазначав, що їй властиві «і критична думка і самовіддані шукання в галузі чистої теорії», що вона «коштує нескінченно вище за все те, що створено в цьому відношенні в Німеччині та Франції офіційною історичною наукою». Але згодом у радянській критиці її несправедливо критикували за «суб'єктивно-психологічний підхід» до аналізу суспільства та його історії."

## Основні праці
- История полицейской администрации в английских графствах с древнейших времен до смерти Эдуарда III-го (Полиция безопасности). Выпуск 1-й.— Прага: Типография В. Нагель, 1876. — 121 с.
- Собрание неизданных актов и документов, служащих к характеристике полицейской администрации в английских графствах в XII, XIII, и XIV-м веках, предшествуемое монографией о полиции рабочих в Англии в XVI-м веке: Приложение к истории полицейской администрации в Англии с древнейших времен до смерти Эдуарда III-го / Ковалевский М. — Лондон: Тип. Гильберта и Ривингтона, 1876. — 168 с.
- Опыты по истории юрисдикции налогов во Франции с XIV века до смерти Людовика XIV. Т. 1.: Юрисдикция налогов в провинциях, удержавших сословное представительство. Вып. 1: Происхождение юрисдикции налогов во Франции. Юрисдикция налогов в Лангедоке. Т. 1: Вып. 1 / Ковалевский М. — М.: Тип. А. И. Мамонтова и Ко, 1876. — 227 с.
- История полицейской администрации в английских графствах с древнейших времен до смерти Эдуарда I (Прага, 1877, магистерская диссертация)
- Очерк истории распадения общиннаго землевладения в кантоне Ваадт. — Лондон: тип. Гильберта и Ривингтона, 1876. — [4], 38 с.
- Общинное землевладение, причины, ход и последствия его разложения. Ч. 1 / Ковалевский М. — М.: Тип. Ф. Б. Миллера, 1879. — 248 с.
- «Общественный строй Англии в конце средних веков» (1880, докторская диссертация)
- Историко-сравнительный метод в юриспруденции и приемы изучения истории права. — Москва: Типография Ф. Б. Миллера, 1880. — 72 с.
- У подошвы Эльборуса: Очерк И. Иванюкова и М. Ковалевского // Вестник Европы. Г. 21. Т. 1, [Кн. 1, январь] — Санкт-Петербург: Типография М. М. Стасюлевича, 1886. — 468 с. — С. 83—112.
- Закон и обычай на Кавказе. Т. 1. — М.: Тип. А. И. Мамонтова и Ко, 1890. — 303 с.
- З акон и обычай на Кавказе. Т. 2. — М.: Тип. А. И. Мамонтова и Ко, 1890. — 319 с.
- Tableau des origines de l'evolution de la famille et de la propriete. —Stockholm: Samson & Wallin, 1890. — 202 p.
- Происхождение современной демократии. — Москва: Товарищество тип. А. И. Мамонтова, 1895—1897.(т. 1, 2, 3, 4)
- «Экономический рост Европы до возникновения капиталистического хозяйства» (т. 1—3, 1898—1903)
- Конституция графа Лорис-Меликова и его частные письма. — Берлин: Штейниц, 1904. — 117 с.
- «Этнография и социология» (М. 1904)
- «Современные социологи» (1905)
- Политическая программа нового Союза народного благоденствия (речь на собрании членов Клуба независимых). Москва, 14 февраля 1906 г. // Политическая программа нового Союза народного благоденствия. Очерк проф. М.Ковалевского. — СПб., 1906
- От прямого народоправства к представительному и от патриархальной монархии к парламентаризму: роль государства и его отражения в истории политических учений / Максим Ковалевский. — Москва: Тип. Т-ва И. Д. Сытина, 1906. (тт. 1—3)
- Русская конституция: очерк проф. М. М. Ковалевского: I: Свободы. — Санкт-Петербург: тип. С. М. Проппера. — 1906. — 48 с.
- Общее конституционное право. Лекции, читанные в С.-Петербургском Университете и Политехникуме, 1907—1908 / Ковалевский М. М. — Изд. студента Н. П-м., 1908. — 510 с.
- Очерки по истории политических учреждений России / Максим Ковалевский; пер. с разрешения авт., А. Баумштейна, под ред. Е. Смирнова. — Санкт-Петербург: Изд. Н. Глаголева, [1908]. — 242, [1] с.
- «Социология» (т. 1—2, 1910)
- Очерк происхождения и развития семьи и собственности / Пер. с франц. С. П. Моравского; Под ред., с предисл. [с. 3—14] и прим. проф. М. О. Косвена. — Москва: Соцэкгиз, 1939 (Ленинград). — 188 с.
- М. Kovalevsky. Le clan chez les tribus indigenes de la Russie // Revue Internationale de Sociologie. Paris, 1905. Nr. 2. P. 6—101. Перевод с французского Д. В. Миронова. / Пер. с фр. Д. В. Миронова // Социологические исследования. — 2002
- Экономический строй России. — Изд. А. Ермолаевой, 1900. — 239 с.
- М. Ковалевський. Моя жизнь. Воспоминания. — ISBN 5-8243-0638-9.[17]